# Untermarxgrün
Untermarxgrün ist ein Ortsteil der Großen Kreisstadt Oelsnitz/Vogtl. im sächsischen Vogtlandkreis. Er wurde am 1. April 1949 eingemeindet und im Jahr 2011 als offizieller Ortsteil der Stadt Oelsnitz/Vogtl. gestrichen. Obermarxgrün gehört zur benachbarten Gemeinde Tirpersdorf.

## Geographie

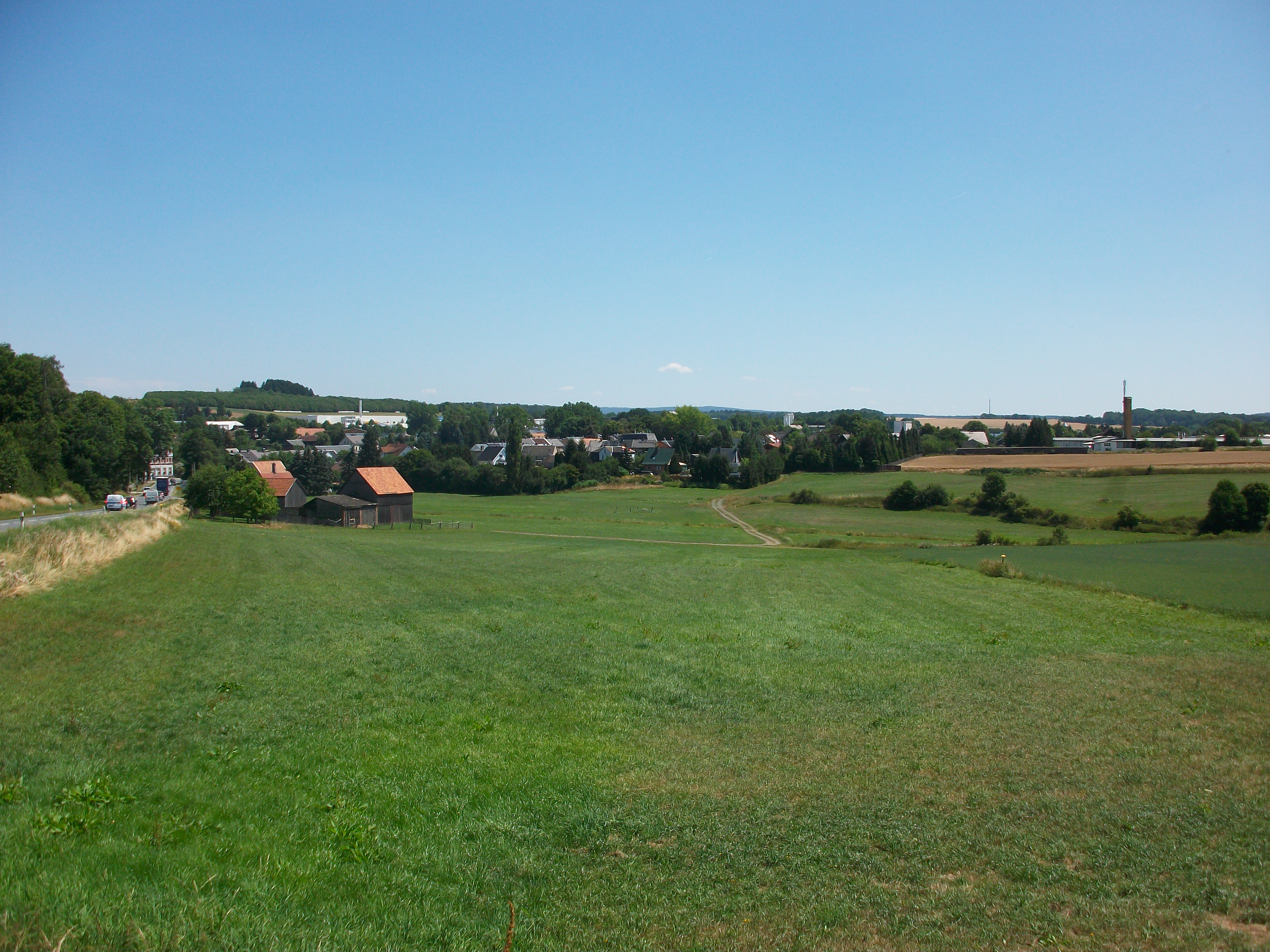
Untermarxgrün, Ortsansicht

### Geographische Lage und Verkehr
Der Ortsteil Untermarxgrün liegt im Norden der Stadt Oelsnitz/Vogtl. Der Ort befindet sich im Westen des Vogtlandkreises und im sächsischen Teil des historischen Vogtlands. Geografisch liegt Untermarxgrün im Zentrum des Naturraums Vogtland (Übergang vom Mittelvogtländischen Kuppenland zum Oberen Vogtland). Der durch den Ort fließende Bocksbach mündet in die Weiße Elster.
Nordwestlich von Untermarxgrün verläuft Bundesautobahn 72, welche die westlich des Orts verlaufende Bundesstraße 92 in der Anschlussstelle Plauen-Süd kreuzt. Im Süden tangiert die Staatsstraße 312 den Ort. Zwischen 1856 und der Stilllegung des Abschnitts Lottengrün–Oelsnitz 1951 besaß Untermarxgrün einen Bahnhof an der Bahnstrecke Herlasgrün–Oelsnitz. Heute erinnern nur noch die Gaststätte „Zur Haltestelle“ und die Bushaltestelle „Untermarxgrün, alter Bahnhof“ an die Station.
Der Ort ist über die PlusBus-Linie 90 des Verkehrsverbunds Vogtland im Stundentakt mit Plauen, Oelsnitz, Schöneck und Klingenthal verbunden.

### Nachbarorte
| Oberlosa |                                             | Obermarxgrün |
|          | Kompassrose, die auf Nachbargemeinden zeigt |              |
| Raschau  | Oelsnitz/Vogtl.                             | Voigtsberg   |

## Geschichte

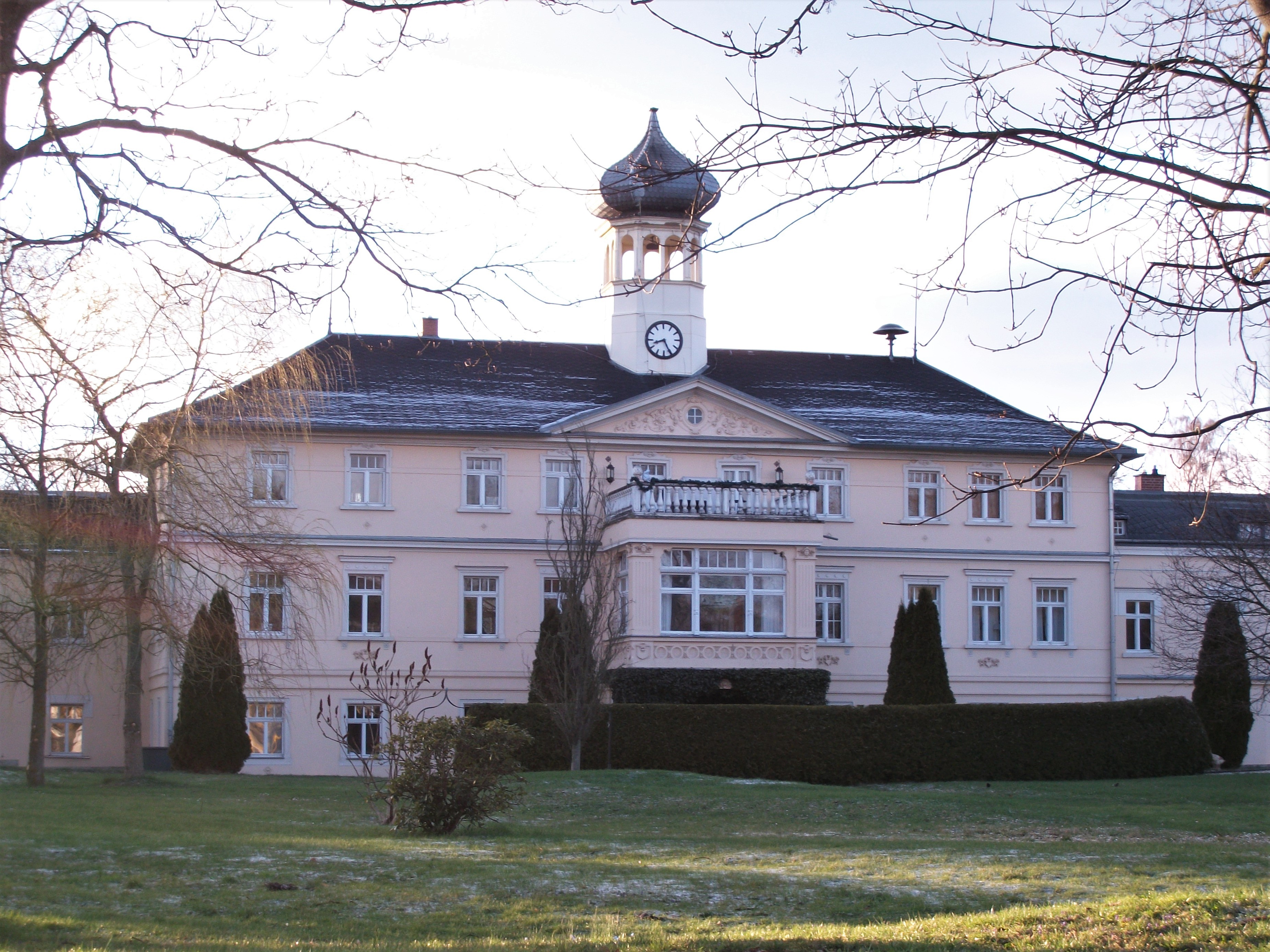
Rittergut Untermarxgrün, Herrenhaus

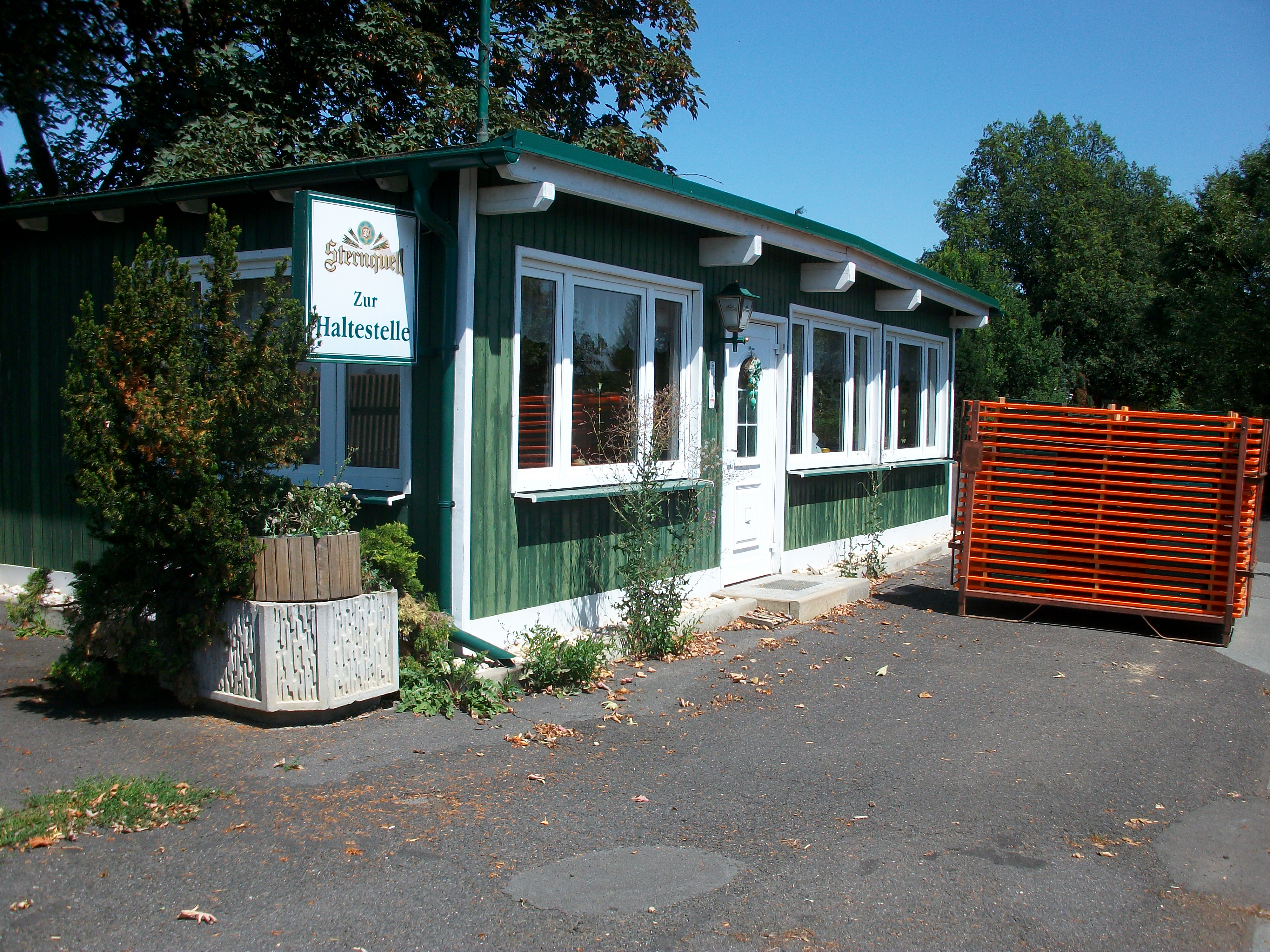
Ehemaliger Bahnhof Untermarxgrün, Gaststätte Zur Haltestelle (3)

Die Gutssiedlung Untermarxgrün wurde im Jahr 1378 als „Nydernmargharsgrune“ erwähnt. Das sich im Ort befindliche Rittergut war zunächst ein Vorwerk der Burg Voigtsberg. Ein amtssässiges Rittergut wurde in Untermarxgrün im Jahr 1582 erstmals erwähnt, d. h. der Grundherr besaß die Ober- und Erbgerichtsbarkeit über seine Untertanen. Das Gut gehörte zu dieser Zeit bereits dem Rat zu Oelsnitz. Als Folge des Dreißigjährigen Kriegs wurde das inzwischen in zwei Rittergüter geteilte Rittergut Untermarxgrün verkauft. Erst unter dem Plauener Kaufmann Gottlob Schmidt wurden beide Güter im Jahr 1780 wieder unter einen Besitzer vereint. Nach Schmidts Tod kamen die beiden Güter über die Ehe seiner Tochter Julie Amalie Schmidt an den späteren Kammer-Commissionsrath Friedrich Gottlob Kretzschmar. Nach einem Brand wurde das barocke Wohnhaus des unteren Guts im Jahr 1826 als dreigeschossiges Gebäude wieder aufgebaut. Kretzschmar verkaufte das Rittergut Untermarxgrün im Jahr 1840 an den pensionierten Revierförster Friedrich Gottfried, welcher es wiederum im Jahr 1854 an Gottfried Julis Zeidler veräußerte.
Bis 1856 gehörte Untermarxgrün zum kursächsischen bzw. königlich-sächsischen Amt Voigtsberg. 1856 wurde der Ort dem Gerichtsamt Oelsnitz und 1875 der Amtshauptmannschaft Oelsnitz angegliedert. Kirchlich ist Obermarxgrün seit jeher nach Oelsnitz/Vogtl. gepfarrt.
Mit Eröffnung der Bahnstrecke Herlasgrün–Oelsnitz erhielt Untermarxgrün im Jahr 1856 eine Station im Norden des Orts. Nach einem Brand im Jahr 1870 blieben vom Rittergut Untermarxgrün oberen Teils keine Reste mehr übrig. Das verbliebene Rittergut unteren Teils gelangte im Jahre 1903 an Hermann Dietrich, den Teilinhaber der Vogtländischen Maschinenfabrik AG (VOMAG) in Plauen, welche aus der 1881 gegründeten Vogtländischen Maschinenfabrik J. C. & H. Dietrich hervorgegangen war. Unter Hermann Dietrich wurde das Herrenhaus Untermarxgrün aufwändig umgestaltet. Alfred Dietrich, der letzte Gutsbesitzer von Untermarxgrün, wurde im Zuge der Bodenreform in der Sowjetischen Besatzungszone ab 1945 verhaftet. Er starb in einem sowjetischen Lager. Der beschlagnahmte Gutsbesitz wurde auf Neubauern aufgeteilt. Das Herrenhaus wurde ab 1948 für eine Landwirtschaftsschule genutzt, die im darauffolgenden Jahr nach Oberlosa verlegt wurde.
Die Gemeinde Untermarxgrün wurde am 1. April 1949 nach Oelsnitz/Vogtl. eingemeindet. Der Bahnhof Untermarxgrün ging mit der Stilllegung des Abschnitts Lottengrün–Oelsnitz am 27. April 1951 außer Betrieb. Durch die zweite Kreisreform in der DDR kam Untermarxgrün als Teil der neuen Kreisstadt Oelsnitz im Jahr 1952 zum Kreis Oelsnitz im Bezirk Chemnitz (1953 in Bezirk Karl-Marx-Stadt umbenannt). Im Herrenhaus Untermarxgrün richtete der Rat des Kreises Oelsnitz ab 1960 verschiedene Ämter ein. Der Rittergutshof wurde für eine
Maschinenausleihstation benötigt, die später in den Kreisbetrieb für Landtechnik Oelsnitz überging. Der Teich im Gutspark wurde im Jahr 1970 zugeschüttet.
Untermarxgrün kam als Stadtteil von Oelsnitz/Vogtl. im Jahr 1990 zum sächsischen Landkreis Oelsnitz, der 1996 im Vogtlandkreis aufging. Dieser brachte als neuer Eigentümer des Herrenhauses Untermarxgrün im Jahr 2002 das Veterinäramt und eine Landwirtschaftsschule in dem Gebäude unter. Seitdem der Vogtlandkreis im Jahr 2005 das Herrenhaus Untermarxgrün samt Herrenhaus und Park an die Designer Willo Steen und Rolf Schneider verkauft hat, nutzen die neuen Eigentümer das Herrenhaus als Wohnhaus und Verwaltung mit Schauräumen von Steen Design. Am 1. Januar 2011 wurde Untermarxgrün als Gemeindeteil von Oelsnitz/Vogtl. gestrichen.